# قائمة انتخابية

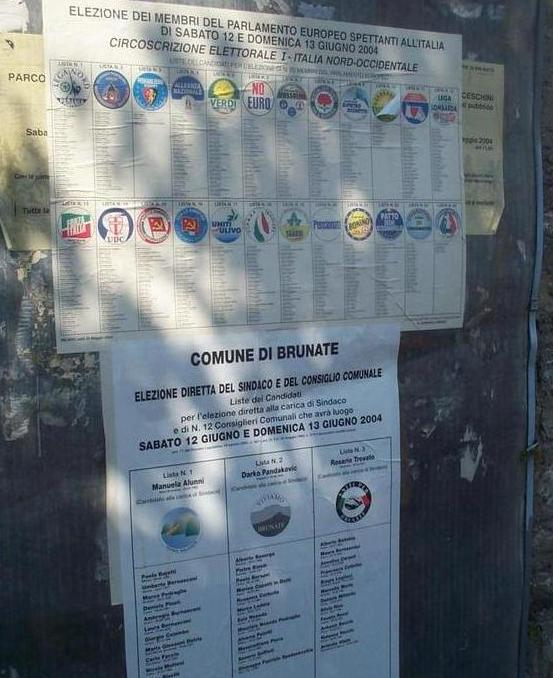

القائمة الانتخابية هي مجموعة من المرشحين للانتخابات، عادة في أنظمة الانتخابات التناسبية، ولكن أيضا في بعض أنظمة الانتخابات التعددية. يمكن تسجيل قائمة انتخابية من قبل حزب سياسي أو يمكن أن تشكل مجموعة من المرشحين المستقلين. يمكن أن تكون القوائم مفتوحة، وفي هذه الحالة يكون للناخبين بعض التأثير على ترتيب المرشحين الفائزين، أو مغلقة، وفي هذه الحالة يتم تحديد ترتيب المرشحين عند تسجيل القائمة.